# 평택군
| Daedongyeojido (Gyujanggak) 14-05.jpg |  |
|                                       |  |

평택군(平澤郡)은 경기도 평택시의 옛 행정 구역이다. 조선 시대에는 현재의 평택시 팽성읍 일대가 평택현(平澤縣)이었고, 충청도에 속했다.
1914년 4월 1일에 충청남도 평택군이 경기도 진위군에 편입되었고, 1938년 10월 1일에 진위군이 평택군으로 개칭하였다. 1995년 5월 10일에 송탄시, 평택시, 평택군이 도농복합시인 평택시로 통합되어 평택군이 폐지되었다.

## 1914년 이전

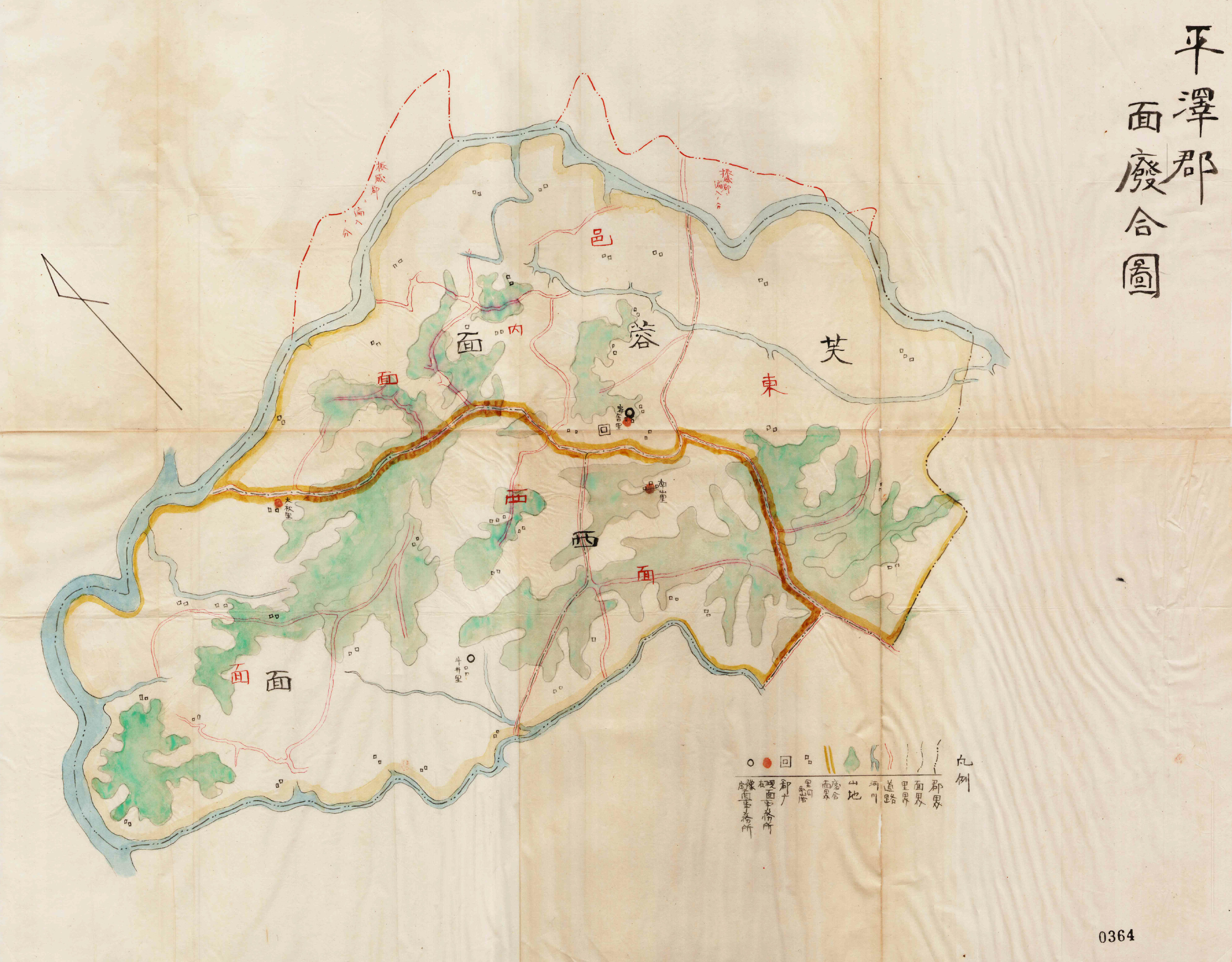
구 평택군 지역 면 폐합도 (1914년)

- 고려 말기(공민왕 이후)와 조선 시대에는 충청도 평택현이었다. 이후 1895년 양력 6월 23일(음력 윤 5월 1일) 23부제의 실시로 공주부 평택군이 되었다가, 1896년 8월 4일 13도제가 실시되어 충청남도에 속했다.
- 1906년 9월 24일: 안성천 건너의 소북면 (또는 이북면; 현 평택시 오성면 창내리)이 수원군에 편입되었으며, 직산군에서 경양면을 편입하였다.[2]
- 1912년 11월 2일: 읍내면, 동면, 서면, 남면, 북면, 경양면 6개 면을 읍내면, 동면, 서면 3개 면으로 개편하였다. 이와 함께 동리 명칭을 개편하였다.[3]

| 구 구역                                                                                              | 신 구역            |
| --- | ------------------ |
| 평택군 서면 내리, 동창리                                                                             | 평택군 읍내면 일부 |
| 평택군 북면 일원                                                                                     | 평택군 읍내면 일부 |
| 평택군 읍내면 군물리, 상궁리                                                                         | 평택군 동면 일부   |
| 평택군 남면 대사동, 석교리, 서근리                                                                   | 평택군 동면 일부   |
| 평택군 남면 안현리, 서정자리, 송중리, 송하리, 개화리, 월정리, 두곡리, 노상리, 노중리, 신성리, 노하리 | 평택군 서면 일부   |
| 평택군 경양면 일원                                                                                   | 평택군 서면 일부   |

| 구 명칭 | 구 명칭                                                                                                | 신 명칭 | 신 명칭                                                    |
| ------- | --- | ------- | ---------------------------------------------------------- |
| 읍내면  | - 객사리·대정리·상신대리·하신대리·교촌 - 누촌·두리 - 신흥리·하궁리 - 창월리 - 신덕리                   | 읍내면  | - 객사리 - 두촌 (→ 1915년 두리) - 신궁리 - 창월리 - 신덕리 |
| 서면    | - 내리 - 동창리                                                                                        | 읍내면  | - 내리 - 동창리                                            |
| 북면    | - 근내리 - 흑석리·원봉리 - 신환포리 - 원정리 - 신리·호티리 - 구창리                                    | 읍내면  | - 근내리 - 석봉리 - 신환포리 - 원정리 - 신호리 - 구창리    |
| 동면    | - 남산리 - 노련리·와야리 - 추팔리 - 상평리·읍내면 상궁리                                               | 동면    | - 남산리 - 노와리 - 추팔리 - 평궁리                        |
| 읍내면  | 군물리                                                                                                 | 동면    | 군물리                                                     |
| 남면    | - 대사동 - 석교리·서근리                                                                               | 동면    | - 대사동 (→ 1915년 대사리) - 석근리                        |
| 서면    | - 함등촌·경정리 - 대추리                                                                               | 서면    | - 함정리 - 대추리                                          |
| 남면    | - 안현리·서정자리 - 송중리·송하리·개화리 - 두곡리·월정리 - 노상리·노중리·신성리 - 노하리·경양면 인처리 | 서면    | - 안정리 - 송화리 - 두정리 - 노성리 - 노양리               |
| 경양면  | - 본언리·경정리 - 도두정리 - 신대리                                                                    | 서면    | - 본정리 - 도두리 - 신대리                                 |
| 50동리  | 50동리                                                                                                 | 30동리  | 30동리                                                     |

- 1914년 3월 1일: 충청남도 평택군을 경기도 진위군에 폐합하였다.[4]
- 1914년 4월 1일: 진위군의 면 구역을 개편하면서, 구 평택군 지역이 진위군 부용면과 서면으로 재편되었다.[5]

| 구 구역                                                 | 신 구역                            |
| ------------------------------------------------------- | ---------------------------------- |
| 평택군 읍내면 (구창리, 신환포리, 신덕리, 창월리를 제외) | 진위군 부용면 일원                 |
| 평택군 동면 노와리, 평궁리, 추팔리                      | 진위군 부용면 일원                 |
| 평택군 서면 일원                                        | 진위군 서면 일원                   |
| 평택군 동면 남산리, 대사동, 석근리                      | 진위군 서면 일원                   |
| 평택군 읍내면 구창리, 신환포리                          | 진위군 고덕면 일부 (→ 동고리 일부) |
| 평택군 읍내면 신덕리, 창월리                            | 진위군 병남면 일부 (→ 통복리 일부) |
| 평택군 동면 군물리                                      | 진위군 병남면 일부 (→ 평택리)      |

## 1938년 ~ 1995년
- 1938년 10월 1일 : 진위군이 평택군으로 개칭하였다.[6]
- 1981년 7월 1일 : 송탄읍이 송탄시로 승격하여 군에서 분리되었다.[7]
- 1986년 1월 1일 : 평택읍이 평택시로 승격하여 군에서 분리되었다.[8]
- 1995년 5월 10일 : 송탄시, 평택시, 평택군이 도농복합시인 평택시로 통합되었다.[9]